# Cristiano II da Dinamarca
Cristiano II (Nyborg, 1 de julho de 1481 – Kalundborg, 25 de janeiro de 1559) foi monarca da União de Kalmar de 1520 a 1521, tendo sido rei da Dinamarca como Christian 2. (1513-1523), da Noruega como Christian 2. (1513-1523) e da Suécia como Kristian II (1520-1521).
                                                                                       Era o filho mais velho do rei João da Dinamarca (Hans) e da rainha consorte Cristina da Saxônia, tendo ascendido ao trono após a morte do pai. Foi o último monarca da União de Kalmar.

Depois de numerosos conflitos e disputas entre a nobreza sueca e o monarca dinamarquês, incluindo confrontacões armadas, a União de Kalmar acabou por se desfazer.                                         
Cristiano II foi o seu último monarca e corporizou a sua dissolucão final, com a sua deposicão em 1521 na Suécia, pelo nobre Gustavo Vasa, e em 1523 na Dinamarca e Noruega, por seu tio Frederico.                                 Acabou os seus  últimos 27 anos encarcerado na Dinamarca (1532-1559). 

## Primeiros anos
Pouco sabe-se de sua infância. Diz que foi criado com bastante zelo por sua mãe. Sabe-se que falava dinamarquês, sueco e inglês.
Sua mãe também deve-lhe ter lhe dado algumas lições de pintura, visto que ela era uma boa desenhista.

## Política
Em 1497, o príncipe serviu na Conquista Sueca, liderada por seu pai. Ele foi nomeado vice-rei da Noruega (1506 - 1512), e conseguiu manter o controle deste país. Durante a sua dura administração da Noruega, ele tentou privar a nobreza norueguesa da sua tradicional influência exercida através do Rigsraad (Conselho Real).
Uma peculiaridade, mas fatal para ele nessa idade, era o seu carinho com o povo comum, que foi aumentado pela sua paixão por uma jovem holandesa, chamada Dyveke Sigbritsdatter, que se tornou sua amante oficial (frilla) em 1507 ou 1509.
A sucessão de Cristiano ao trono foi confirmada na Herredag, ou assembleia de notáveis a partir dos três reinos do norte, que se reuniu em Copenhagen em 1513. A nobreza e o clero dos três reinos tinham grandes dúvidas em relação a um governante que já tinha mostrado na Noruega que não tinha admitia que sua autoridade fosse questionada.
O Conselho Privado (Rigsraad) da Dinamarca e da Noruega insistiu na Haandfæstning (ou seja, a carta do rei) que as coroas de ambos os reinos fossem eletivas e não hereditárias. O rei expressamente reservou para si a liberdade de escolha do sucessor de Cristiano após a sua morte. Mas os delegados suecos não poderiam optar.
"Nós temos", eles disseram, "a escolha entre a paz em casa e briga aqui, ou da paz aqui e guerra civil em casa. Preferimos o primeiro.". A decisão quanto à sucessão da coroa sueca foi, portanto, adiada. Em 12 de agosto de 1515, Cristiano casou-se com Isabel da Áustria, a neta do imperador Maximiliano I, filha de Felipe I de Castela  de Joana de Castela. Mas ele não iria desistir de sua ligação com Dyveke, e era apenas a morte da menina infeliz em 1517, sob circunstâncias suspeitas, que o impediu de graves complicações com o imperador Carlos V.

## Reconquista da Suécia
Cristiano preparou-se para a inevitável guerra com a Suécia, onde o Partido Patriótico, chefiada pelo vice-rei Sten Sture ficou cara a cara com o partido pró-dinamarquês sob o arcebispo Gustavo Trolle.
O rei, que já havia tomado medidas para isolar politicamente a Suécia, acelerou para liberar o arcebispo, que foi sitiado na sua fortaleza de Stäket, mas foi derrotado por Sture e forçado a regressar à Dinamarca.
Uma segunda tentativa de subjugar a Suécia, em 1518, também foi frustrada por Sture com a vitória na batalha de Brännkyrka. Uma terceira tentativa feita em 1520 com um grande exército de alemães e escoceses bem sucedidos.
Sture foi mortalmente ferido na batalha de Bogesund, em 19 de janeiro, e do exército dinamarquês, por unanimidade, aproximou-se de Upsália, onde os membros do conselho privado sueco, ou Riksråd, já tinha se estabelecido. Os conselheiros foram autorizados a prestar homenagem a Cristiano na condição de que ele desse uma garantia de que a Suécia seria governada de acordo com a legislação sueca, e uma convenção para esse efeito foi confirmada pelo rei e pelo conselho dinamarquês em 31 de março.
A viúva de Sture, Cristina Sture, uniu um pequeno exército sueco de 1 500 homens mais 3 000 camponeses e partiu corajosamente para a Dinamarca.
Sob uma estratégia bem traçada por ela e pelo capitão Trusk, inesperadamente atacaram Balunsad (território sueco invadido pelos dinamarqueses) na sexta-feira santa.

## Fim
Após de sérias invasões suecas, Gustavo Vasa tomou a Suécia. Embora tivesse perdido um dos seus reinos, a Dinamarca passava por um dos seus períodos mais prósperos.
A aprovação de leis que favoreciam a classe rural gerou grandes colheitas e fartura. O fortalecimento burguês resultou numa reforma financeira, na qual os bancos dinamarqueses passaram a enriquecer rapidamente.
Seu orgulho por levantar sua nação era triplamente maior do que sua saúde. Embora estivesse com 76 anos (a expectativa de vida na época era de 65), sofria de enfraquecimento ósseo, além de algo pior, em 1559 foi constatado que ele sofria da doença do peito (tuberculose com era chamada no tempo), seus tratamentos caros apenas adiaram sua morte, que ocorreu em 25 de janeiro do mesmo ano.